# Tour de Pologne 2006/II etap
II etap 63. Tour de Pologne wystartował z Ostródy a zakończył się w Elblągu. Najlepszym kolarzem na tym etapie okazał się Daniele Benati. Po 2. etapie w klasyfikacji generalnej trzech zawodników miało takie same czasy, o tym, który założy żółtą koszulkę lidera wyścigu zadecydowało miejsce w klasyfikacji punktowej, nowym liderem został Wouter Weylandt.